# Diari Mercantil
El Diari Mercantil fou una publicació periòdica de Barcelona en català entre el 1932 i el 1934, tot i que amb el nom de Diario Mercantil existí de fet entre 1887 i 1937.

## Origen
L'1 de febrer de 1932, es va publicar a Barcelona el primer número del Diari Mercantil, propietat de Xavier Tusell Gost, empresari conservador i catalanista. Fou un diari en català fonamentalment dedicat al comerç i les finances. Aquesta publicació, tenia el seu origen en la publicació en castellà Diario Mercantil de la que provenia que va néixer a Barcelona el 3 de gener de 1887. Fundat per Hermenegildo Chaverri i Esteve Balmes, Diario Mercantil mostrava la seva voluntat de ser portaveu de fabricants i comerciants, tenia una actitud conservadora i patriòtica i al subtítol es mostrava "Defensor de la producción nacional".
Als anys vint del segle xx, Diario Mercantil i la publicació també econòmica Diario del Comercio van passar a formar part d'una mateixa empresa que va comprar l'empresari Xavier Tusell. A la fi de la dictadura de Primo de Rivera (que havia exercit una repressió a les manifestacions culturals catalanes), l'arribada de la República i el nou clima de reivindicació d'aspiracions catalanistes, aquesta nova direcció del diari va creure que una publicació en català augmentaria el nombre de lectors. Així es van decidir a publicar el primer exemplar del Diari Mercantil en català el 31 de gener de 1932, subtitulat "Indústria, Comerç, Borsa, Finances i Treball. Quotidià independent del vespre, fundat en 1887", i estava essencialment dedicat al comerç i les finances. La tendència va passar a ser catòlica i catalanista. Sortia els vespres amb un format de 490x340 mm. amb 12 pàgines a 5 columnes i costava 20 cèntims l'exemplar. L'economista Josep A. Vandellós i Solà va dirigir la publicació catalana al llarg dels dos primers mesos i va ser substituït posteriorment per Josep Janés i Olivé. El diari constava de seccions com "Cotitzacions oficials", "Borsa", "Economia i finances", "Arts", "Espectacles", entre d'altres. La redacció i la impremta es trobaven al carrer dels Àngels número vint de Barcelona i disposaven d'una maquinària molt escassa i d'un cos de redacció no gaire ampli; la tirada no superava els 2.000 exemplars. El primer editorial en català va ser titulat "Vet Ací un altre diari en català" i al text s'explicava el valor de fer una publicació en català: "En vigílies de l'Estatut, sembla que els diaris catalans no haurien de fer cap apel·lació al patriotisme per obtenir lectors i anuncis, puix que el públic hauria de preferir-los, no únicament pel fet de ser escrits en la nostra llengua, sinó perquè són els més moderns i els que porten menys palla i més gra. En el fet que la publicació de diaris en català no constitueixi un bon negoci en un país ric i progressiu, que aspira a tenir, en un termini breu, un govern propi, un observador foraster observaria proves evidents del tarannà contradictori de la nostra gent. Aquest fet paradoxal fa que llançar un nou diari en català sempre tingui un cert caire d'aventura, per més que la seva aparició respongui a una necessitat evident del nostre complex social".

## Recorregut
Degut a la manca d'èxit empresarial de la publicació, el Diari Mercantil ben aviat va haver de fer canvis, molts d'ells ja en el primer any de vida per tal de buscar una major acollida entre els lectors. Es va reduir el preu: als dos mesos de l'aparició del primer número es va passar de 20 a 15 cèntims, i fins i tot, 20 dies més tard es va arribar a vendre per 10 cèntims l'exemplar. També es va variar el nombre de pàgines (entre 4 i 12 segons els dies) i el format (passant a 560x440 mm. únicament durant dos números del diari per tornar després al format anterior). Es va canviar diverses vegades l'hora de sortida: a l'abril de 1932 enceta dues edicions, una de migdia i una de matinada; al juny del mateix any es passa a una de tarda, i un any després, a l'abril de 1933, es torna altra vegada a una de vespre. Finalment el febrer de 1934 es publica en edició matinal. D'altra banda, la publicació mai va buscar un suport polític donada la seva imparcialitat per tal de mantenir la independència i l'orientació ideològica del propietari.
Tot i els canvis, les dificultats econòmiques van fer que el 5 d'agost de 1933 el Diari Mercantil deixés de sortir al carrer temporalment dient, en un article publicat a la primera pàgina, un "a reveure" als seus lectors i justificant-se en una necessitat d'estabilitzat i de millora en un moment de fortes dificultats.
L'1 de febrer de 1934 va reaparèixer el diari, però ja no estava totalment escrit en català, sinó que contenia articles en castellà buscant augmentar el nombre de lectors, sobre els que la mateixa publicació es justificava amb la manca de recursos i sobre els que assegurava que aviat desapareixerien. Això mai va ser possible i el Diari Mercantil, tot i mantenir el nom català, es va anar castellanitzant progressivament i ja mai va tornar a aparèixer totalment en català. A partir del dia 11 de novembre de 1934 el diari va canviar el nom a Diario Mercantil i es publicava ja només en castellà. El 17 de gener de 1937 es va publicar el darrer exemplar del diari.

## Final
Tot i els esforços per reprendre la publicació catalana i degut a la progressiva erosió de la capçalera, Diario Mercantil va desaparèixer definitivament el 1937.

## Editors
Diario Mercantil
Hermenegildo Chaverri i Esteve Balmes (1887) 
Unión de productores de España para el Fomento de la Exportación 
(1912)
Diari Mercantil
Xavier Tusell (1931)

## Directors
- Ernest Otadiu (gener-narç 1887)
- J.J. García González (març-abril 1887)
- Hermenegildo Chaverri (1887-1890)
- Joan Allés Coll (1892-1894)
- Josep Eduard Sallent (1894-1895)
- Emilio J.Orellana (1895-1898)
- Pedro Román Soler (1898-1902)
- Joaquín Puente (1902-1903)
- Joan Allés Coll (1903)
- Antonio de Nait (1908)
- Josep Pont Vinent (1923)
- Lluís Almerich (1926)

Diari Mercantil
- Josep A.Vandellós (1932)
- Josep Janés Olivé (1932-1934)

Diario Mercantil
- Antonio Bozzo (1934-1936)

## Redactors
Avel·lí Artís Gener, Pere Calders, Àngel Estivill, Juli Pujade, Bosch i Aimerich, Jordi Fort i Vergès, Manuel Francitorra, Josep Gual de Sojo, Antoni Nadal i Rodó, Sebastià Raurell, Marçal Trilla, Salvador Marsal i Picas, Josep Barbey.

## Col·laboradors
Diari Mercantil
Rafael Gay de Montellà, Joan A. Maragall, Carles Pi i Sunyer, Enric Prat de la Riba (fill), Josep M. Tallada, Miquel Vidal i Guardiola, Antoni de Miguel (redactor a Madrid)...

## Curiositats
Durant la dècada del 1890, al soterrani de l'edifici s'hi projectaven pel·lícules.